# Três Marias

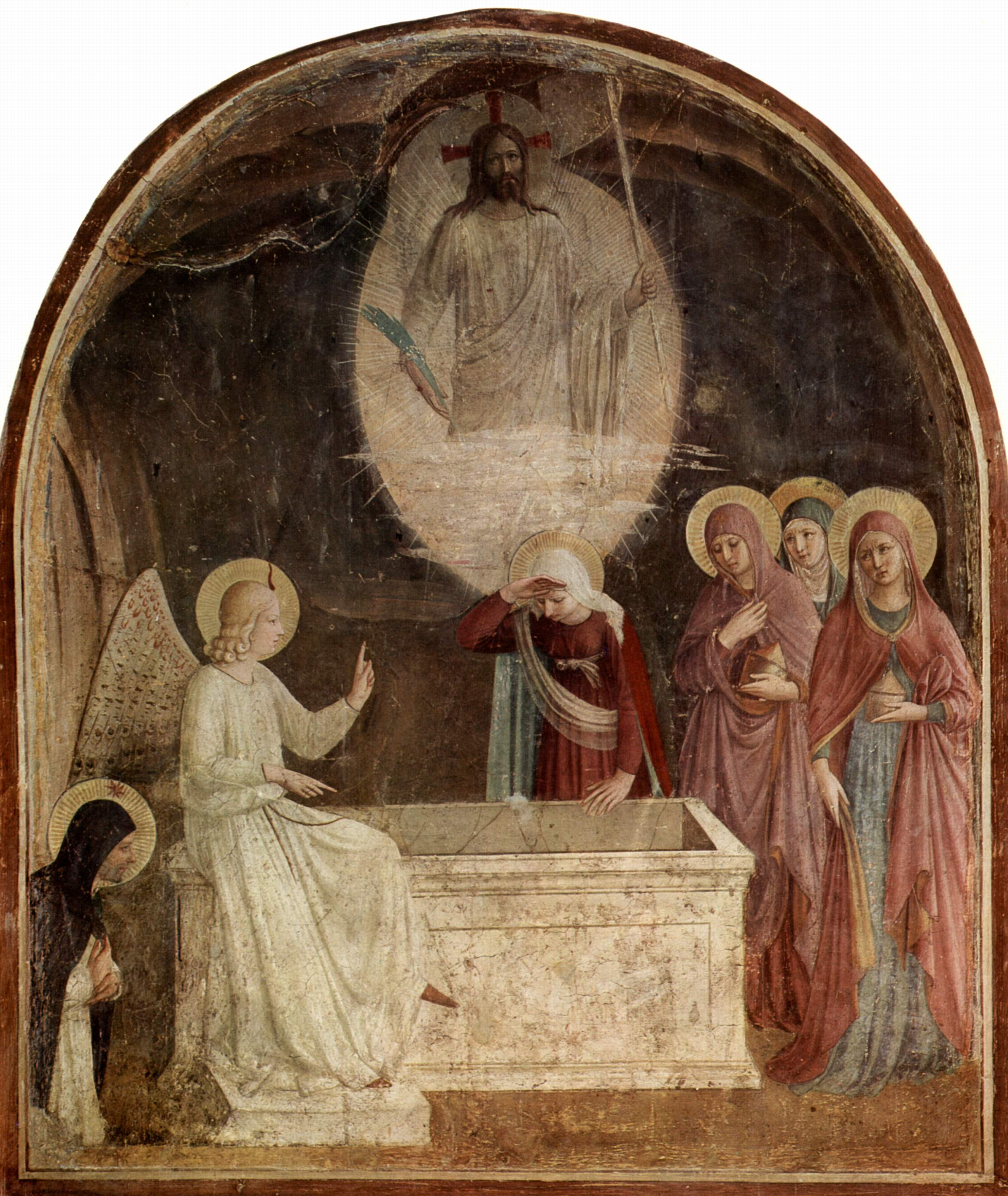
As Três Marias.
Por Fra Angelico, no mosteiro dominicano de São Marcos, em Florença.

Três Marias é o nome como são conhecidas as três mulheres de nome Maria que, de acordo com a interpretação tradicional dos quatro evangelhos canônicos, foram até o túmulo de Jesus acompanhando Maria, a mãe dele. 
Nas tradições ortodoxas, elas estão incluídas em um grupo maior, conhecido como "portadores de mirra". Todos os quatro evangelhos mencionam as mulheres indo até o túmulo, mas apenas Marcos 16:1 identifica as três. Neste versículo, elas são:
- Maria Madalena
- Maria Salomé
- Maria de Cléofas, identificada como Maria, mãe de Tiago.

## Narrativa bíblica
Os trechos sobre a visita ao túmulo em cada um dos evangelhos são:
- João 20:1, que cita apenas que "Maria Madalena".
- Mateus 28:1 diz que "Maria Madalena" e a "a outra Maria" foram até lá.
- Lucas 23:49 fala de "mulheres que o tinham seguido desde a Galileia" e supostamente são elas as citadas em Lucas 24:1.
- Marcos 16:1 indica que "Maria Madalena", "Maria, mãe de Tiago" e "Salomé" foram até o túmulo para ungir Jesus[1].

## Na arte

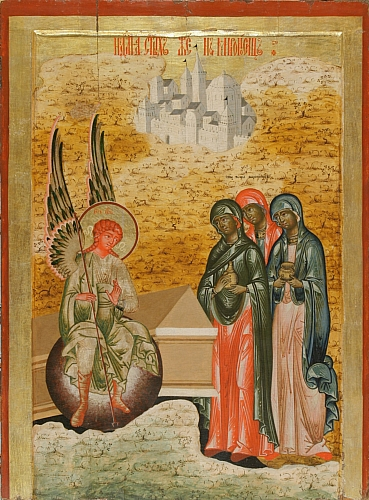
As Três Marias.
Ícone russo do século XVIII.

As Três Marias já foram representadas em inúmeras obras de arte e na literatura, além de serem homenageadas em diversos topônimos e até mesmo numa constelação. Especialmente, a Igreja Ortodoxa as celebra e são inúmeros os ícones que as representam, inclusive em representações que não estão relacionadas à visita ao túmulo de Jesus.
A mais antiga obra conhecida sobre as Três Marias foi descoberta numa capela na antiga cidade de Dura Europo, às margens do Eufrates, e foi pintada antes da destruição da cidade, em 256 d.C.

## Ciência
O asterismo das Três Marias, conhecida em muitos países como "Três Reis" (em homenagem aos Três Reis Magos) ou como "Cinturão de Órion" (por fazer parte da constelação de Órion).
R. Pascal teoriza que as Três Marias possam ser versões cristianizadas das Matres e Matrones.